# Corsica Nazione
Ne doit pas être confondu avec Corsica nazione indipendente.
Corsica Nazione (« Nation corse ») est une alliance politique se réclamant du nationalisme corse, fondé en 1992 sous l’égide d’A Cuncolta Naziunalista (devenue en 1998 A Cuncolta Independentista puis en 2001 Indipendenza), avec notamment l’Accolta Naziunale Corsa (ANC), l'Unione di u Populu Corsu (UPC), I Verdi Corsi (fédération autonome et autonomiste du parti écologiste français Les Verts en Corse) et Per u paese. Son chef de file est l'avocat Jean-Guy Talamoni.
Corsica Nazione lutte « pour la maîtrise par la communauté nationale corse de son développement en matière économique, sociale et culturelle ».
Cette coalition est dissoute en 2004.